# Horváth István (politikus, 1935)
Horváth István (Paks, 1935. szeptember 1. –) jogász, bíró, politikus, a KISZ Központi Bizottságának (KB) első titkára, az MSZMP Központi Bizottságának (KB) titkára, az Elnöki Tanács tagja, miniszterelnök-helyettes, belügyminiszter.

## Pályafutása
Horváth István 1935-ben született a Tolna vármegyei Pakson. Jogászi végzettséget szerzett, majd 1958–59-ben a Kecskeméti járásbíróságon dolgozott bíróként. Ezt követően az MSZMP Bács-Kiskun megyei apparátusába került, először politikai munkatárs, később osztályvezető volt, majd 1968–1970-ben a megyei pártbizottság egyik titkára.
1970-ben a KISZ Központi Bizottságának első titkárává választották, e tisztséget három évig töltötte be, és ehhez kapcsolódóan 1971–1975 között országgyűlési képviselő és az Elnöki Tanács tagja volt. 1973-ban visszakerült Bács-Kiskun megyébe, ahol a megyei pártbizottság első titkári tisztségét töltötte be hét éven át.
1980-ban lett először belügyminiszter. 1985-ben az MSZMP KB titkárává választották, ahol az úgynevezett adminisztratív területet, többek között a Belügyminisztériumot is felügyelte két éven át. 1987-ben, Grósz Károly miniszterelnökké választásakor Horváth ismét a kormány tagja lett, ezúttal miniszterelnök-helyettesként, és továbbra is az adminisztratív terület felügyeletét látta el. Még abban az évben jelentős kormányátalakításra került sor, az addigi öt miniszterelnök-helyettes mindegyike miniszteri posztot kapott, így lett Horváth másodízben belügyminiszter.
Politikai pályafutásának lezárulta a magyarországi rendszerváltás egyik legnagyobb politikai botrányához, az úgynevezett Dunagate-ügyhöz kapcsolódik. 1990. január 5-én nyilvánosságra került, hogy a Belügyminisztérium III/III. Csoportfőnöksége 1989. október 23-a, vagyis az ezt tiltó új alkotmány hatályba lépése után is titkosszolgálati módszerekkel gyűjtött információkat az ellenzéki pártokról és vezetőikről. A heteken át dagadó botrány következtében Horváthnak január 23-i hatállyal le kellett mondania miniszteri tisztségéről.

## Családja
Stumpf István, Horváth István veje (lányának férje), aki a Dunagate idején az annak kirobbantásában szerepet játszó Fidesz vezetőivel jó kapcsolatot ápolt, 1988–90-ben a Magyarországi Ifjúsági Szervezetek Országos Tanácsának (MISZOT) elnöke és 1989–90-ben a Hazafias Népfront Országos Tanácsának alelnöke volt, 1998-2002-ben pedig az első Orbán-kormányban a Miniszterelnöki Hivatalt vezető miniszter volt.